# Camp Randall Stadium

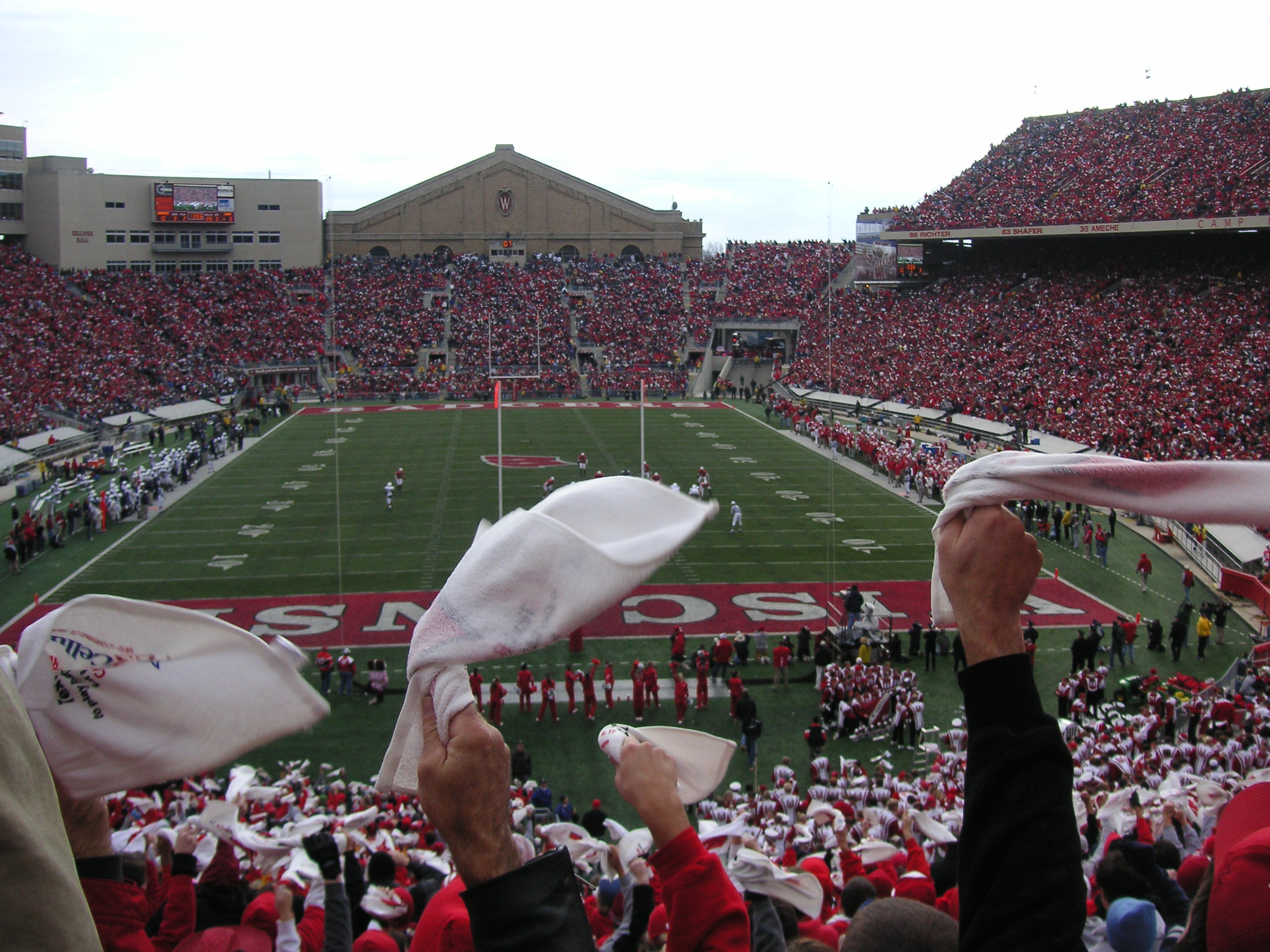
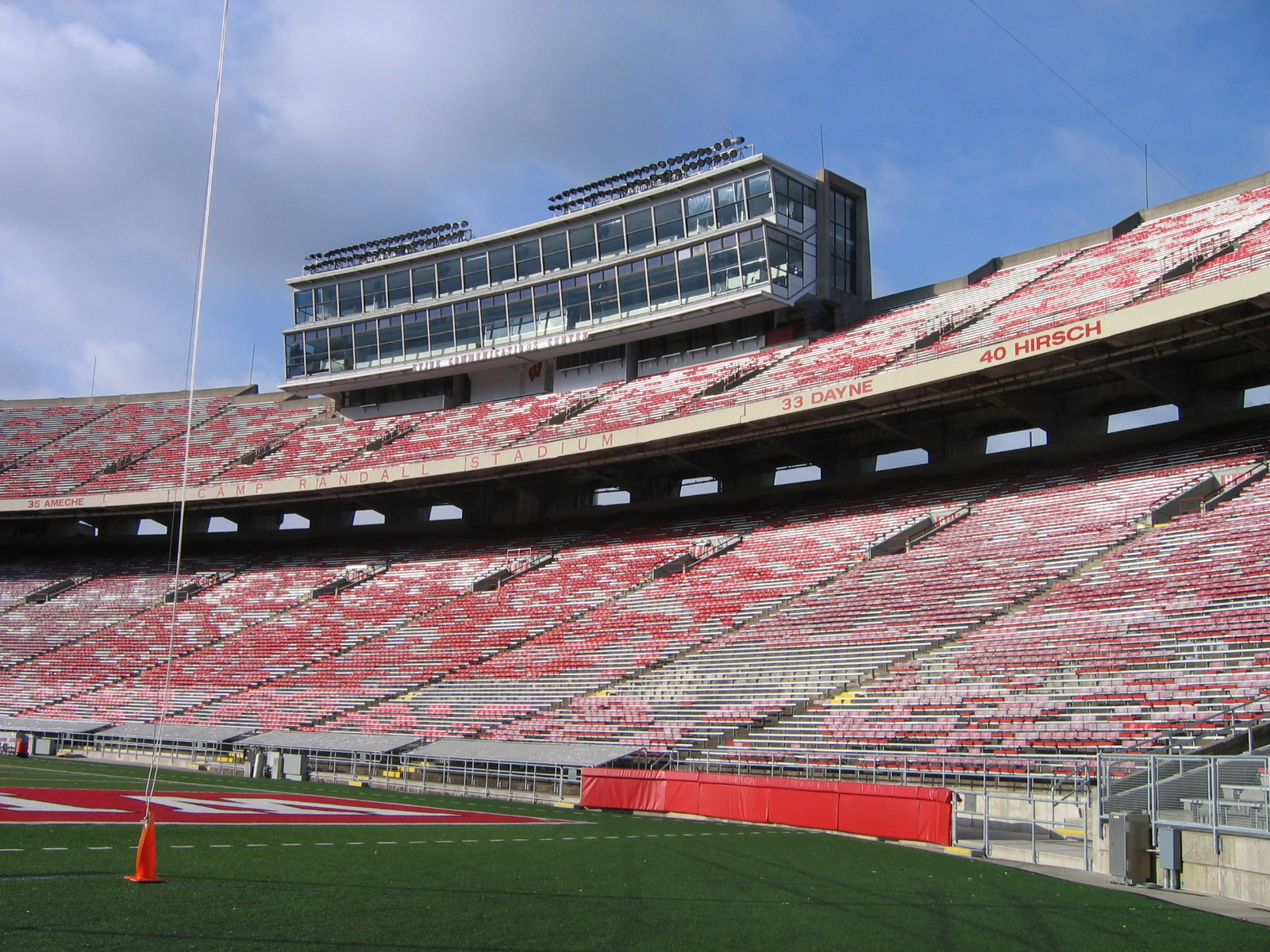
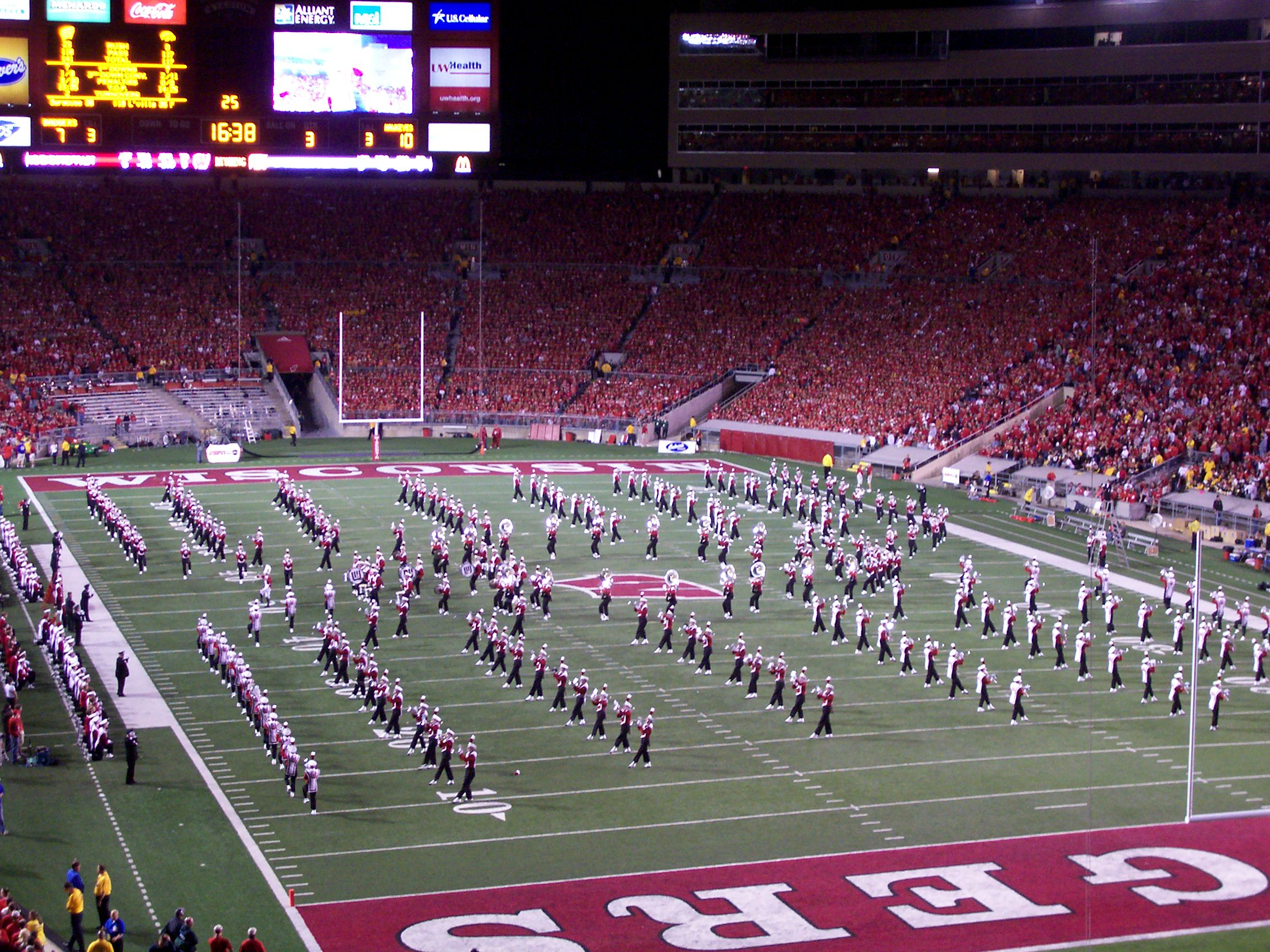

Camp Randall Stadium es un estadio de fútbol americano colegial ubicado en Madison, Wisconsin, fue inaugurado en el año de 1917, tiene una capacidad para albergar a 80 321 aficionados cómodamente sentados, su equipo local son los Wisconsin Badgers pertenecientes a la Big Ten Conference de la National Collegiate Athletic Association.